# Bogdan Tudor
Bogdan Tudor (Rumania, 1 de febrero de 1970) es un atleta rumano retirado especializado en la prueba de salto de longitud, en la que consiguió ser medallista de bronce europeo en pista cubierta en 1994.

## Carrera deportiva
En el Campeonato Europeo de Atletismo en Pista Cubierta de 1994 ganó la medalla de bronce en el salto de longitud, con un salto de 8.07 metros, tras el alemán Dietmar Haaf (oro con 8.15 metros) y el griego Kostas Koukodimos.